# Ланнес, Ана Каролина
Ана Каролина Ланнес (Ланн) (порт.-браз. Ana Karolina Lannes; род. 11 мая 2000, Сапукая-ду-Сул) — бразильская актриса.

## Биография
Ана Каролина Ланнес родилась весной 2000 года в городе Сапукая-ду-Сул (штат Риу-Гранди-ду-Сул). Через четыре года после рождения дочери её мать скоропостижно ушла из жизни, и опеки над девочкой долго добивался её родной дядя Фабиу Лопес. Он не скрывал своей сексуальной ориентации и собирался воспитывать Ану Каролину Ланн в компании своего любимого мужчины Жуана Паулу Афонсу.
В 2007 году состоялся её кинодебют в мелодраме «Два лица» (Duas Caras), а через год телекомпания Globo вновь пригласила девочку к сотрудничеству во время работы над картиной «Каменный рынок» (Ciranda de Pedra).
В 2012 году имя Аны Каролины Ланнес стало известно широкой общественности, так как на экраны вышел нашумевший многосерийный проект «Проспект Бразилии» (Avenida Brasil) с её участием. Юная актриса исполнила роль Агаты, дочери Карминьи (Адриана Эстевес) и Тайфуна (Мурилу Бенисиу). Героиня Аны Каролины Ланнес — проблемный подросток, неловкая девочка с низкой самооценкой. Мать постоянно твердит ей, что она уродлива, но мало кто знает, что на самом деле Агата очень талантлива, прекрасно готовит и давно влюблена в Дарксона, местного обаятельного рэпера.

## Цитата
— Адриана очень волновалась, и каждый раз повторяла мне перед съемками очередной скандальной сцены, что она ни в коем случае так не думает. Но я достаточно взрослая, чтобы отличить реальность от сценария! Я бы сошла с ума, если бы все, что играла на площадке, проживала на самом деле.
Популярность Аны Каролины Ланнес имеет и обратную сторону: журналисты в один голос начали обвинять девочку в гомосексуальной ориентации, ведь её воспитывают двое мужчин. Но актриса гордится своими родителями и считает, что эти разговоры о её семье — глупые предрассудки.

## Фильмография
- Проспект Бразилии / Avenida Brasil (сериал, 2012) — Агата Араужу
- Новые времена (телесериал) / Tempos Modernos (сериал, 2010) — Мария Эужения
- Каменный рынок / Ciranda de Pedra (сериал, 2008) — Линдалва
- Два лица / Duas Caras (сериал, 2007—2008) — София
- Моя мать это часть - Фильм / Minha Mãe É uma Peça — O Filme (фильм, 2013) — Марселина[4]